# Roman Herzog
Roman Herzog (født 5. april 1934 i Landshut, død 10. januar 2017 i Jagsthausen) var en tysk politiker fra CDU, som var præsident i Tyskland fra 1994 til 1999.

## Biografi
Roman Herzog blev født i Landshut, Tyskland i 1934 af en protestantisk familie.
Han studerede jura i München og tog sin første juridiske eksamen i 1957.
I 1958 modtog han titlen som dr.jur. og arbejdede som assistent på universitetet i München indtil 1964. 

## Ekstern henvisning
- Wikimedia Commons har flere filer relateret til Roman Herzog